# 拼命
《拚命》是倪匡筆下科幻小說衛斯理系列之一。故事敍述溫寶裕為了與苗女藍絲長相廝守，要到苗疆接受名為盤天梯的考驗。卻意外發現第二個月亮，女野人紅綾在此出場，一開始還不知她是衛斯理和白素女兒。

## 故事大綱
溫寶裕為了迎娶藍絲，要到苗疆接受一個重大的考驗，稱為盤天梯，要到山中一個山洞尋找第二個月亮。此時，怪醫杜令和人造美女金月亮到訪衛斯理，要借衛斯理和白素的身體一用，想將兩人魂魄移到衛斯理和白素體內，結果被衛斯理拒絕了，因為兩人並不想把自己的身體借給外星人，當作移魂的工具。後來四人同往苗疆，找尋宇宙定位儀。溫寶裕在尋找第二個月亮的過程中被一個女野人捉去，養在樹上巢穴中。後來溫寶裕得到衛斯理等人的幫助回到苗疆，當中帶來了那個女野人，白素把她稱為紅綾，並將她留下來教導她(後來紅綾在《探險》故事中證明是他們失散多年的女兒)。原來第二個月亮其實是以前外星人帶到地球的宇宙定位儀，當天晚上，第二個月亮升起，杜令和金月亮靠著定位儀，回到自己的星球。

## 廣播劇
- 大陸廣州電台於2004年起以粵語首播衛斯理廣播劇，由主播講出《拼命》故事。
  - 主播:吳克
  - 合共28集

## 詮釋
1. ↑  《拼命》（明窗出版社，1997年）

| 前任者： 070 毒誓 | 衛斯理系列（按編號） 071                              | 繼任者： 072 怪物 |
| 前任者： 毒誓     | 衛斯理系列（按連載時序） 1989年11月7日至1990年2月23日 | 繼任者： 怪物     |